# Труа — Барбери
Аэропо́рт Труа́ — Барбери́ (фр. Aéroport de Troyes-Barberey, IATA: QYR, ICAO: LFQB), также известный как коммерческий аэропо́рт Труа́-ан-Шампа́нь (фр. Aéroport de Troyes en Champagne) — гражданский аэропорт, открытый для общественного воздушного движения (CAP), расположенный в муниципалитетах Барбере-Сен-Сюльпис и Ла-Шапель-Сен-Люк в 2 км к северо-западу от Труа в Обе (регион Шампань-Арденны, Франция).
Используется для коммерческой авиации и для практики отдыха и туризма (легкая авиация, планеризм и авиамоделирование). Управление осуществляется компанией EDEIS Aéroport de Troyes из группы EDEIS.

## История
Созданный в 1933 году для обеспечения агломерации Труа реальной авиационной инфраструктурой, аэропорт Труа-Барбери, в первую очередь, служил военным нуждам: с октября 1939 года по июнь 1940 года аэропорт действительно принимал самолеты из группы бомбардировщиков I/38 (Amiot 143).
Аэропорт восстанавливает свое гражданское положение с 1950-х годов. Вверенный Торгово-промышленной палате города Труа, аэропорт постепенно становится главной платформой для приема авиации и туристов. Развивалась региональная гражданская авиация.
В 2007 году право собственности на аэропорт перешло от государства к нынешнему владельцу, Syndicat Mixte Aérodrome de Troyes Barberey.
С 2008 года было введено новое торговое название: «Aéroport de Troyes en Champagne».

## Инфраструктура аэропорта
В аэропорту есть три взлетно-посадочные полосы:
- Бетонная взлетно-посадочная полоса:
  - Размеры: 1649 м х 30 м
  - Разметка: 18/36
  - Маркировка (огни низкой и высокой интенсивности, управляемые пилотами (PCL)), стробоскопы и рампа разлета (17)
  - Помощь при посадке: GNSS, NDB (17) и PAPI
- Грунтовая взлетно-посадочная полоса:
  - Размеры: 900 м х 100
  - Разметка: 18R/36L
  - Тип покрытия: трава
- Грунтовая взлетно-посадочная полоса:
  - Размеры: 734 м х 100 м
  - Разметка: 05/23
  - Тип покрытия: трава

Кроме того:
- Парковка площадью 10000 м2;
- Терминал 650 м2;
- Ангары;
- Заправочная станция (100LL и Jet A1).

### Особенности
Аэропорт не обладает контрольно-диспетчерским пунктом, но есть служба информации о рейсах (AFIS). Связь осуществляется на частоте 123,725 МГц. Аэропорт одобрен для ночного визуального полета (VFR) и полетов по приборам (IFR).

## Деятельность

### Воздушный транспорт
Авиакомпания Danube Wings открывала авиа-сообщение Труа-Бастия каждую субботу с 30 июня по 25 августа 2012 года. Компания покинула аэропорт после доставки 850 пассажиров, которые в 2012 году следовали в аэропорт Труа.

### Отдых и туризм
- Aéroclub de Troyes
- Centre de planeurs Troyes Aube
- Association air campus Troyes
- Association Ailes Troyennes

### Компании, базирующиеся в аэропорту
- Star service international
- Troyes aviation

## Статистика
| Год  | Пассажиры | Коммерческие перелеты | Некоммерческие перелеты |
| ---- | --------- | --------------------- | ----------------------- |
| 2018 | 96        | 223                   | 12 345                  |
| 2017 | 0         | 504                   | 14 431                  |
| 2016 | 1 342     | 420                   | 16 232                  |
| 2015 | 1 500     | 302                   | 15 016                  |
| 2014 | 1 063     | 385                   | 16 282                  |
| 2013 | 1 666     | 362                   | 14 584                  |
| 2012 | 2 012     | 479                   | 16 352                  |
| 2011 | 800       | 425                   | 14 885                  |
| 2010 | 775       | 402                   | 12 678                  |
| 2009 | 1 074     | 401                   | 15 383                  |
| 2008 | 1 082     | 334                   | 12 614                  |
| 2007 | 1 756     | 298                   | 12 639                  |
| 2006 | 1 330     | 294                   | 20 893                  |
| 2005 | 1 107     | 282                   | 12 553                  |
| 2004 | 678       | 238                   | 10 669                  |
| 2003 | 936       | 273                   | 12 870                  |
| 2002 | 1 951     | 341                   | 12 688                  |
| 2001 | 2 105     | 300                   | 13 338                  |
| 2000 | 1 862     | 396                   | 15 485                  |